# Agrophaspis buxtoni
Agrophaspis buxtoni är en insektsart som först beskrevs av Robert Malcolm Laing 1933.  Agrophaspis buxtoni ingår i släktet Agrophaspis och familjen pansarsköldlöss.
Artens utbredningsområde är Nya Kaledonien. Inga underarter finns listade i Catalogue of Life.